# Ivan Novoseltsev
Ivan Jevgenjevitsj Novoseltsev (Russisch: Иван Евгеньевич Новосельцев) (Moskou, 26 augustus 1991) is een Russisch voetballer die bij voorkeur als centrale verdediger speelt. Hij tekende in 2015 bij FK Rostov.

## Clubcarrière
Novoseltsev speelde in de jeugd bij FK Chimki. In 2012 speelde hij zeventien competitieduels voor FC Istra. In hetzelfde jaar maakte hij de overstap naar Torpedo Moskou. De verdediger maakte één doelpunt in achtendertig competitieduels voor de hoofdstedelingen. In januari 2015 tekende hij bij FK Rostov. Op 8 maart 2015 debuteerde Novoseltsev voor Rostov tegen Lokomotiv Moskou. Tijdens het seizoen 2015/16 eindigde hij met Rostov tweede in de competitie, waardoor de club het seizoen erop mocht deelnemen aan de voorrondes van de UEFA Champions League.

## Clubstatistieken
| Seizoen | Club           | Competitie     | Competitie | Competitie | Beker | Beker | Internationaal | Internationaal | Totaal | Totaal |
| Seizoen | Club           | Competitie     | Wed.       | Dlp.       | Wed.  | Dlp.  | Wed.           | Dlp.           | Wed.   | Dlp.   |
| ------- | -------------- | -------------- | ---------- | ---------- | ----- | ----- | -------------- | -------------- | ------ | ------ |
| 2011/12 | FC Istra       | Tweede divisie | 17         | 0          | 0     | 0     | —              | —              | 17     | 0      |
| 2012/13 | Torpedo Moskou | FNL            | 13         | 1          | 0     | 0     | —              | —              | 13     | 1      |
| 2013/14 | Torpedo Moskou | FNL            | 10         | 0          | 0     | 0     | —              | —              | 10     | 0      |
| 2014/15 | Torpedo Moskou | Premjer-Liga   | 15         | 0          | 1     | 0     | —              | —              | 16     | 0      |
| 2014/15 | FK Rostov      | Premjer-Liga   | 11         | 0          | 0     | 0     | 0              | 0              | 11     | 0      |
| 2015/16 | FK Rostov      | Premjer-Liga   | 28         | 0          | 0     | 0     | —              | —              | 28     | 0      |
| 2016/17 | FK Rostov      | Premjer-Liga   | 4          | 2          | 0     | 0     | 4              | 0              | 8      | 2      |

Bijgewerkt op 25 augustus 2016

## Interlandcarrière
Op 31 maart 2015 debuteerde Novoseltsev voor Rusland in de vriendschappelijke interland tegen Kazachstan. Op 14 juni 2016 stond hij in de basiself in de EK-kwalificatiewedstrijd tegen Oostenrijk.